# 8343 Tugendhat
8343 Tugendhat eller 1986 TG3 är en asteroid i huvudbältet som upptäcktes den 4 oktober 1986 av den tjeckiske astronomen Antonín Mrkos vid Kleť-observatoriet i Tjeckien. Den är uppkallad efter Villa Tugendhat.
Den tillhör asteroidgruppen Koronis.